# Dorfkirche Staffelde (Kremmen)

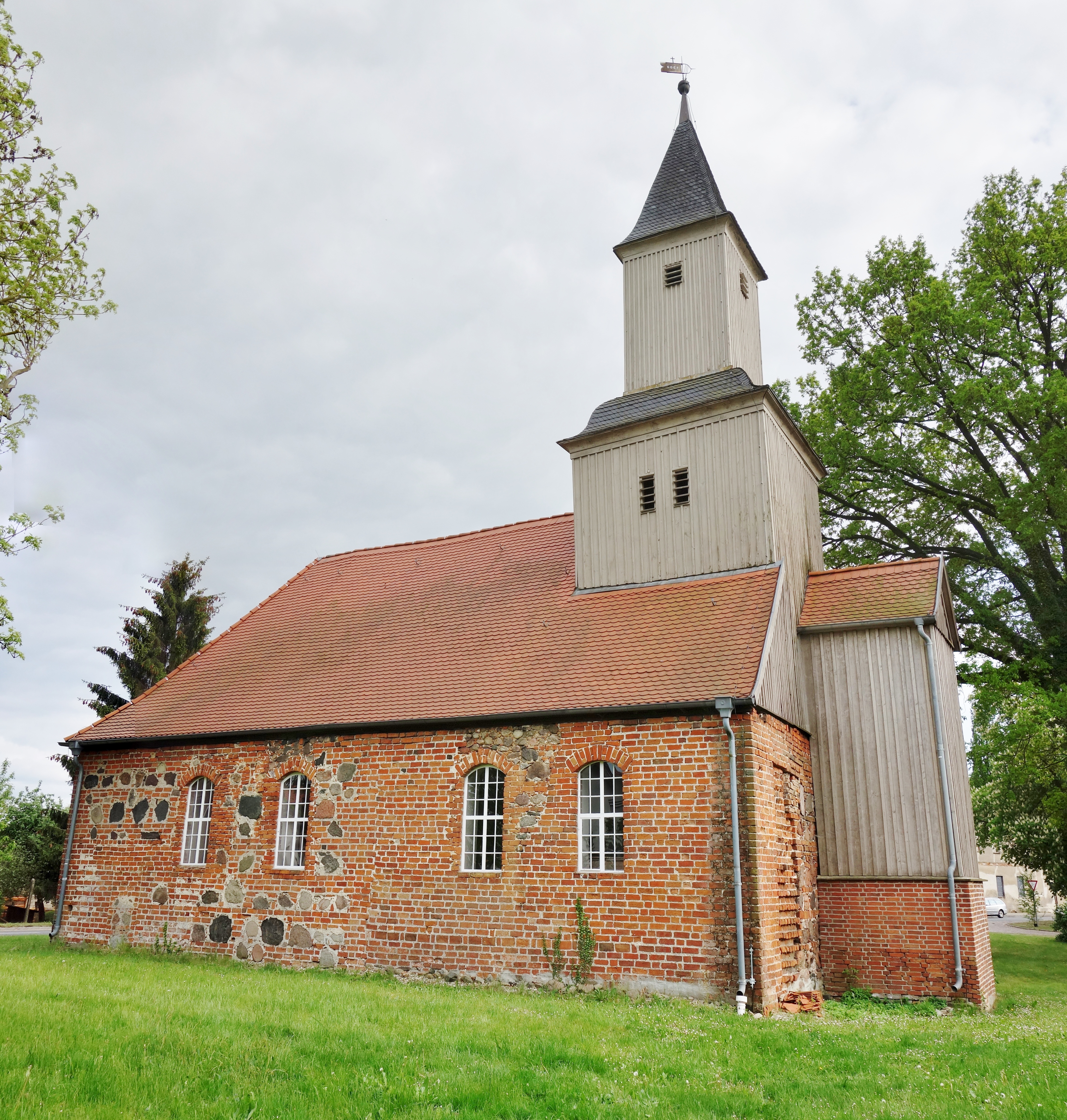
Dorfkirche in Staffelde

Die evangelische Dorfkirche Staffelde ist eine Saalkirche in Staffelde, einem Ortsteil der Stadt Kremmen im brandenburgischen Landkreis Oberhavel. Die Kirche gehört zur Evangelischen Kirchengemeinde Kremmen im Kirchenkreis Oberes Havelland der Evangelischen Kirche Berlin-Brandenburg-schlesische Oberlausitz an. Das Gebäude steht unter Denkmalschutz.

## Baubeschreibung
Es handelt sich um einen spätgotischen rechteckigen Backsteinbau aus dem 15. Jahrhundert mit Feldsteineinlagen. Der Dachturm im Westen stammt wohl aus dem 18. Jahrhundert und ist mit einer Laterne und einem Spitzhelm versehen. Im Jahr 1997/98 wurde die Kirche restauriert und der Fachwerkvorbau erneuert. Das Südportal ist vermauert und befindet sich in einer höheren Spitzbogenblende, darüber befindet sich ein gemalter Maßwerkfries. Die Stichbogenfenster sind teilweise mit spätmittelalterlichen Profilen versehen und wurden teilweise im Barockstil verändert.
Im Kircheninneren, das von einer flachen Putzdecke überspannt wird, gibt es eine Westempore. Der Kanzelaltar aus dem 18. Jahrhundert besteht aus Holz und ist mit Säulen und üppigen Akanthuswangen versehen. Der gefelderte, hochgerückte Korb ist mit drei Evangelisten aus dem frühen 17. Jahrhundert bemalt und beidseitig befindet sich je eine Engelsfigur. Die Orgel, die gesondert unter Denkmalschutz steht, stammt von Friedrich Hermann Lütkemüller und wurde im Jahr 1853 gebaut.